# Richter János
Richter János, Hans Richter (Győr, 1843. április 4. – Bayreuth, 1916. december 5.) magyar-osztrák karmester, korának egyik legkiemelkedőbb zenei egyénisége, tekintélye.

## Élete

### Korai évek
Apja, Richter Antal (Anton Richter) osztrák születésű  híres zenész, győri egyházi karnagy és zeneszerző volt, ő mutatta be először Győrött Haydn Az évszakok című oratóriumát és Mozart Così fan tutte című operáját. Ő alapította a Győri Férfidalegyletet is, akik számára több művet írt. Felesége tanítványa, a később híres operaénekes, Csazenszky Jozefa volt. Első gyermekük János (Johannes Isidor) volt, akit először szülei tanítottak zenére, egyébként pedig német neveltetésben részesült. Kiváló zenei tehetsége eredményeként tízévesen már Hummel zongoraötösének zongoraszólamát játszotta egy hangversenyen. Amikor Richter Antal 1854-ben váratlanul meghalt agyvérzésben, az özvegy két gyermekével Bécsbe költözött, és hivatásos énekes lett. János fia a Löwenburg-konviktusban (a Wiener Sängerknaben iskolája) tanult, itt fedezték fel abszolút hallását. A gimnázium után, 1860-tól 1865-ig, a bécsi konzervatórium növendéke lett, hegedűt, kürtöt, ellenpontot és vezénylést tanult. Tanulmányai közben a Kärtnertor Theater zenekarában játszott. Lassan az oboa és a hárfa kivételével minden hangszeren megtanult játszani, s ennek köszönhető, hogy később, már gyakorló karmesterként, gyakran előfordult zenekari próbáin, hogy megmutatta zenészeinek, hogyan is gondolta az adott részletet valamelyik hangszeren. Több színház zenekarában játszott egyidejűleg, több hangszeren. Ekkor ismerte meg Richard Wagner zenéjét, és lelkes híve lett.
1865-ben a győri Ének és Zeneegylet kérte fel szeptember 19-i hangversenyük vezénylésére. Ekkor lépett először pódiumra karmesterként. Erről az eseményről írta Dirigir-Buchjában: „Néhány vezénylési kísérlet után, amelyek a bécsi Konzervatóriumban (és néhány templomban) történtek, életem első nyilvános hangversenyét szülővárosomban, Győrben vezényeltem.”
1866-ban beajánlották Wagnerhez, akinek A nürnbergi mesterdalnokok kidolgozásához volt szüksége hozzáértő segítségre. Richter 1866 őszétől dolgozott Wagnernél a svájci Tribschenben, s harmonikus munkakapcsolat, majd közeli barátság alakult ki köztük, ami mestere haláláig megmaradt. Az ott töltött egy év alatt találkozott Liszt Ferenccel is.
Amikor a müncheni udvari opera 1868-ban a Mesterdalnokok bemutatására készült, a vezető karmester Hans von Bülow mellett Richter segédkezett. Ezután röviddel Richter is vezényelni kezdett, majd – miután Bülow távozott – „királyi zeneigazgató” lett. Ezt a posztot azonban hamar feladta, mert A Rajna kincse siettetett előadását – a rákényszerített rövid felkészülési idő miatt, Wagner egyetértésével – nem vállalta. Ezt követően a brüsszeli Théâtre de la Monnaie a Lohengrin bemutatójával bízta meg, s a bemutató 1870. március 2-án nagy sikert hozott – Richter számára is.

### Karrierje
1871-ben a pesti Nemzeti Színház másodkarmestere lett, de ez a funkció valójában vezető karmesterséget jelentett. Első színpadra állított operája Wagner Lohengrinje volt. Fölényes szakmai tudásával, kapcsolatteremtő képességével a zenekarral és a művészekkel kiváló teljesítményt ért el, előadásai hatalmas sikerrel jártak. Átvette a megszűnés határán lévő Filharmonikusok vezetését, és a saját költségén hangversenyeket szervezett számukra. Négy évet töltött Pesten, s ezalatt huszonhat zenekari hangversenyt adott, ami a főváros zenei életének csúcsát jelentette. Elsősorban Beethoven-, Wagner- és Liszt műveket játszottak, a színházban pedig Wagner-bemutatókat tartott. 1873-ban ő vezényelte Liszt Krisztus-oratóriumát, a mester ötvenéves művészi jubileumán. Tagja volt a Zeneakadémia felállítását előkészítő bizottságnak is. A sikerek ellenére a sajtó időnként támadta, „nemzetietlennek” tartották, mert úgy vélték, hogy mellőzi a magyar zenét. Richter emiatt 1875 áprilisában elhagyta Budapestet. Még itt ismerkedett meg későbbi feleségével, Szitányi Máriával, aki – akárcsak apja, anyja esetén – tanítványból lett feleség, esküvőjük még Budapesten volt. A házaspárnak a későbbiekben négy lánya és két fia született.

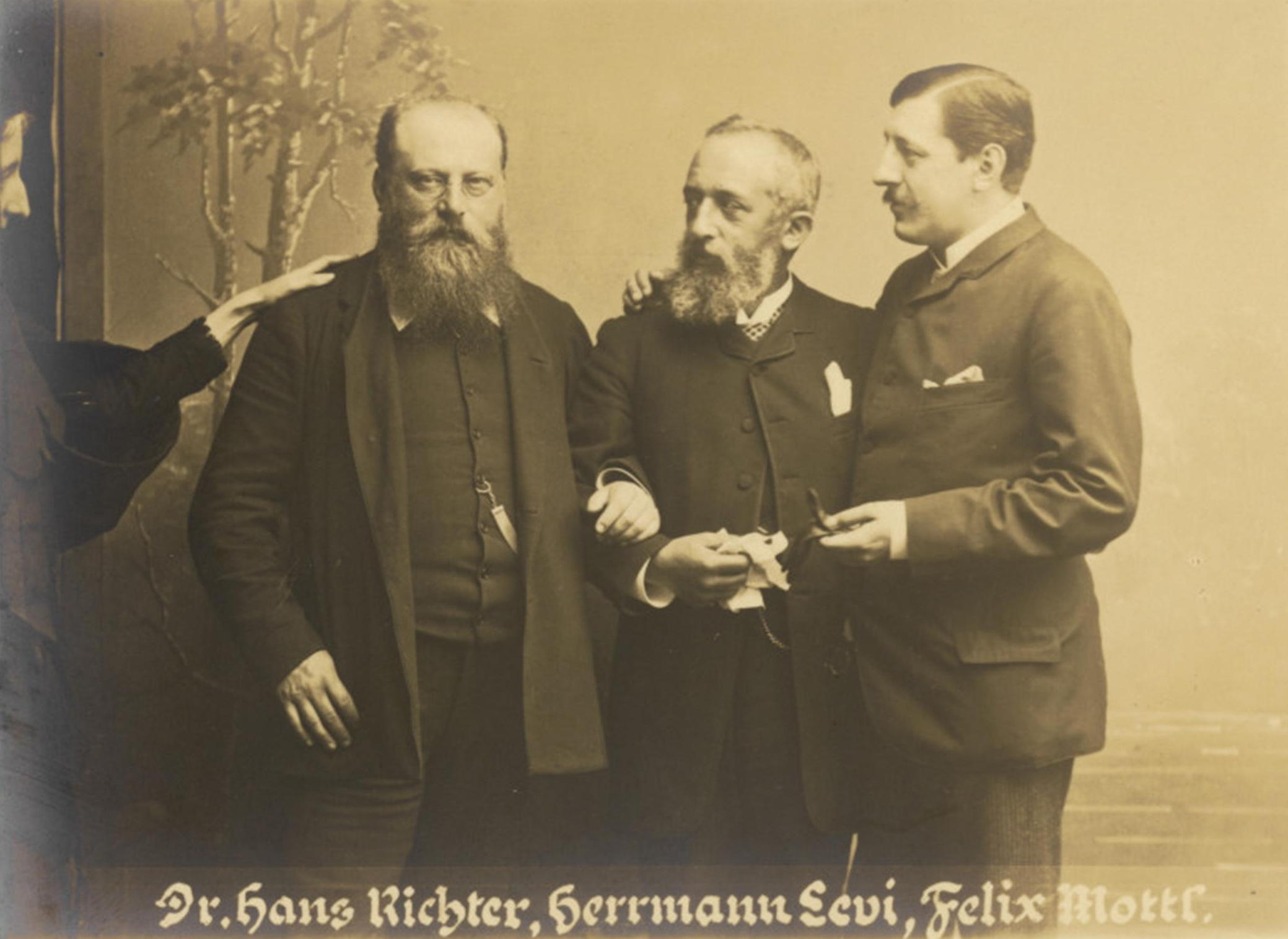
Richter János Hermann Levi és Felix Mottl társaságában

1875. május 1-jén a bécsi Hofoper, majd ősztől a Bécsi Filharmonikusok vezető karmestere is lett. 1880-tól ő vezette a Gesellschaft der Musikfreunde zenekarát is. Sikerei megkérdőjelezhetetlenné tették szakmai tekintélyét, még a rettegett kritikus, Eduard Hanslick is elismerte munkásságát. Bécsben töltött csaknem negyedszázadát a Bécsi Filharmonikusok emlékkönyve egyszerűen csak aranykornak nevezi.
Bécsi elfoglaltsága ellenére elvállalta – Wagner ragaszkodott hozzá – A Nibelung gyűrűje tetralógia betanítását és elvezénylését Bayreuthban, a frissen elkészült Festspielhaus felavatásakor. A Bayreuthi Ünnepi Játékok elindításakor az első előadásokra 1876. augusztus 13-án, 14-én, 16-án és 17-én került sor Richter János vezénylete mellett– hatalmas sikerrel. Richter Wagner halála után is rendszeresen fellépett Bayreuthban, a Ringet és A nürnbergi mesterdalnokokat mindig ő vezényelte.

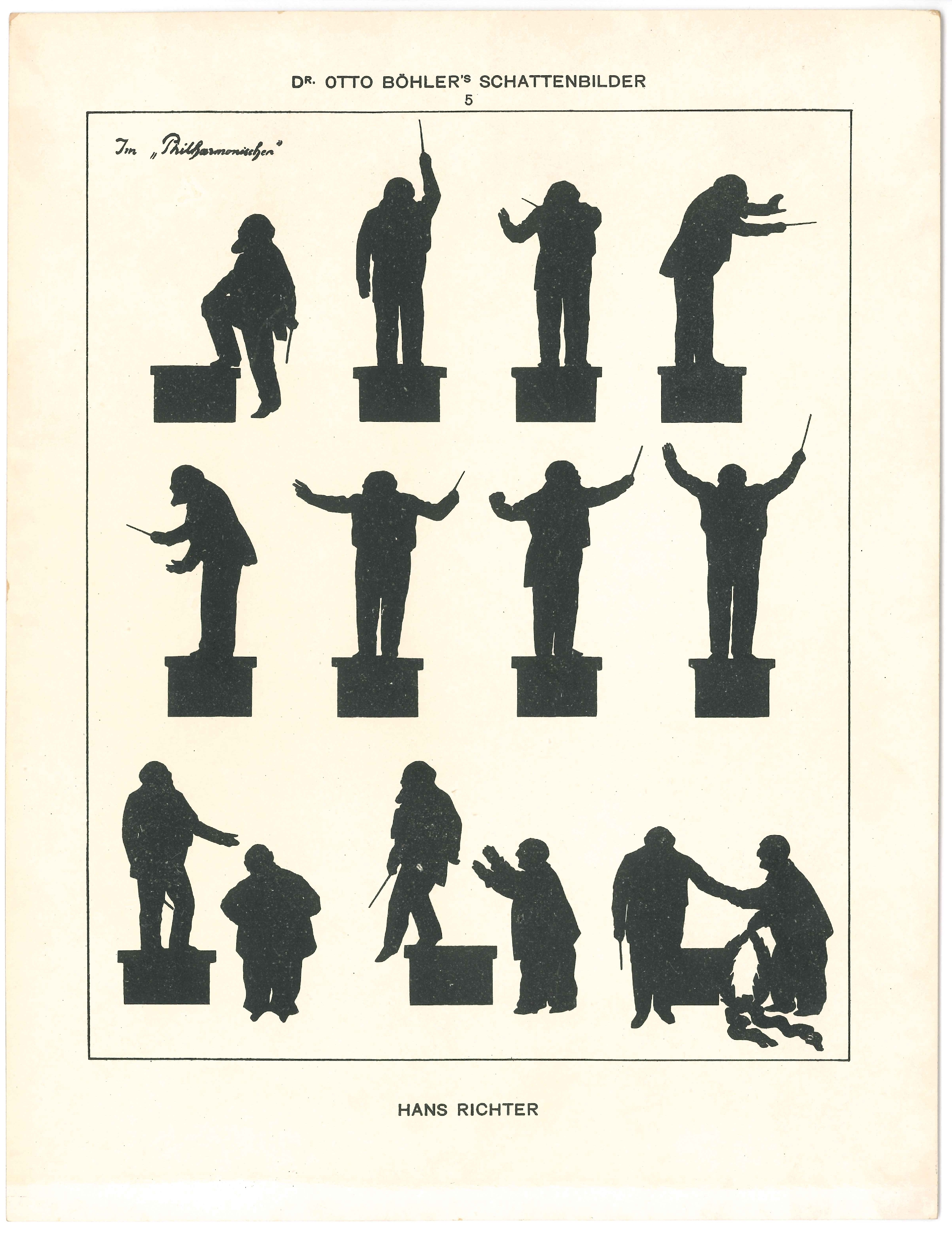
Richter János sziluettje

1877-ben járt először Angliában, ahova sikerei nyomán rendszeresen visszahívták, gyakran évente kétszer is. Tekintélye hatalmasra nőtt a szigetországban, és 1885-ben a birminghami zenei fesztivál állandó vezetője lett. Még ugyanebben az évben díszdoktorrá választották az Oxfordi Egyetemen. Később, 1903-ban a manchesteri egyetem is díszdoktorává avatta.
1896-ban Erkel Sándor, a Budapesti Filharmonikusok vezetője megbetegedett, Richtert kérték fel az 1896/97-es évad levezénylésére. Amikor Erkel felgyógyulóban volt, még a következő három évadban is kisegítette őt, felerészben átvállalva a munkát, amiért tiszteletdíjat nem fogadott el. Ezek az évek nagyon megterhelőek voltak Richter számára, volt, hogy egyetlen nap három koncertet adott, s ehhez járultak a külföldi utazások.
1897-ben Gustav Mahler lett a bécsi Opera igazgatója, és a két erős egyéniség nem fért meg egymás mellett. Richtert ekkor a kiváló manchesteri Hallé Zenekar vezető karmesterének kérték fel, és 1899-ben a családja is kiköltözött hozzá, a Manchester melletti Bowdonba. Ekkor ismerkedett meg az akkor még nem túl ismert Edward Elgarral, akinek első jelentős művét, az Enigma-variációkat  – és aztán más Elgar-műveket is – sikerrel mutatott be nemcsak Angliában, de Európa más országaiban is, és 1904-ben háromnapos Elgar-fesztivált rendezett Londonban. A Hallé Zenekarral adott koncertjei mellett folytatódott Londonban a már régóta megrendezett Richter-koncertek sorozata, amelynek zenekara 1904-ben úgy döntött, hogy önálló zenekarrá alakulnak. Belőlük született 1904-ben a Londoni Szimfonikus Zenekar, amelynek első vezető karmestere természetesen Richter lett. A Covent Gardenben a német operák karmestereként is világhírt szerzett. Angliában Richter anyagi helyzete jelentősen javult, így már csak azt vállalta el, ami valóban érdekelte. Azonban még ez is évi negyven koncertet jelentett, csak a Hallé Zenekar élén.

### A visszavonulás évei

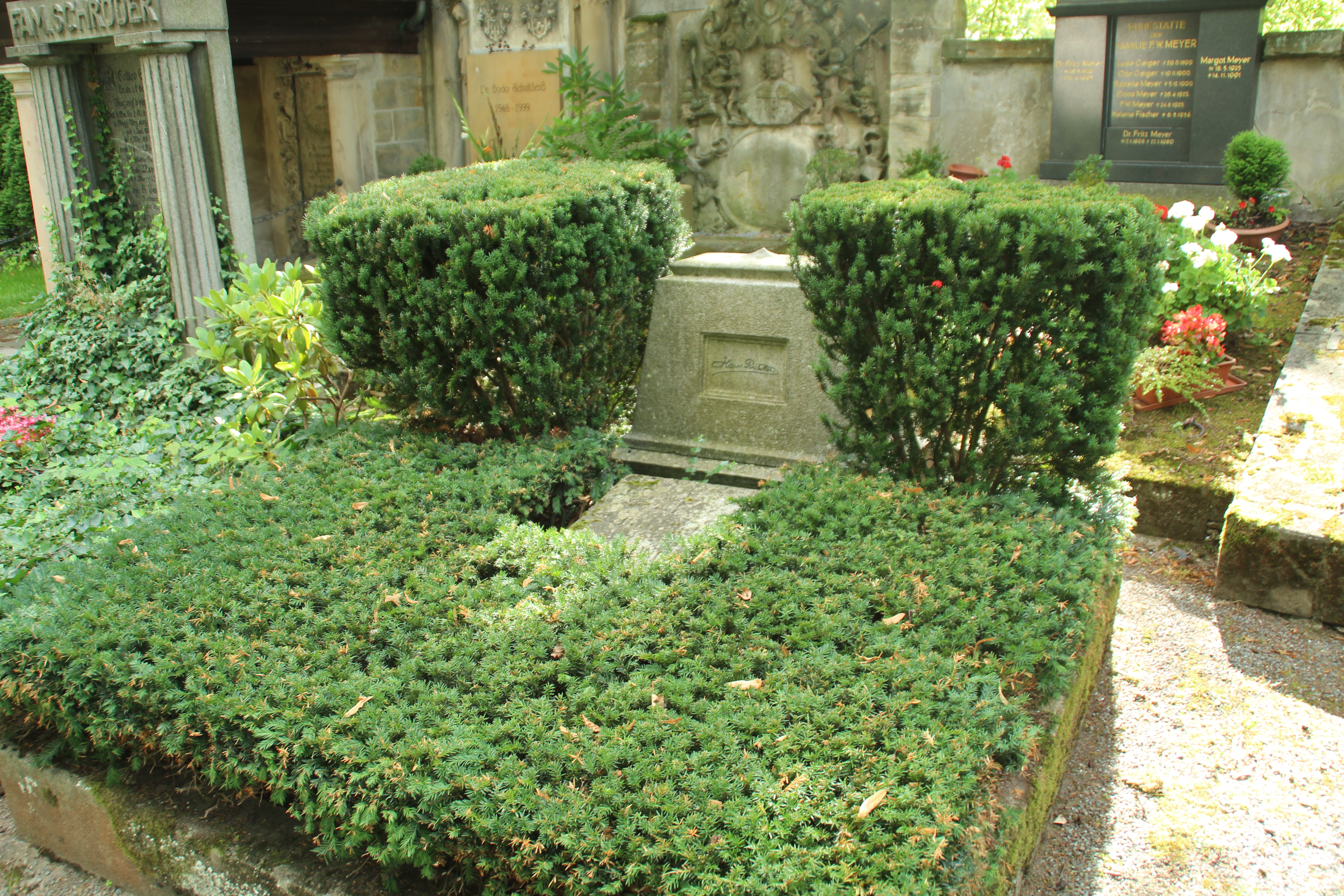
Sírja Bayreuthban

Egészségi állapota arra késztette, hogy 1911-ben, hatvannyolc éves korában visszavonuljon. Ekkor elutazott Angliából, helyét a Londoni Szimfonikus Zenekarnál pártfogoltja, az akkor már elismert Elgar vette át. Richter Bayreuthban telepedett le, a város házat adományozott számára. 1912-ben még elvállalt egy bayreuthi fellépést, s akár pályája kezdetén, most is a Mesterdalnokokat vezényelte, mintegy keretbe foglalva pályafutását. 1913-ban, hetvenedik születésnapján Bayreuth díszpolgárává választotta. 1915-ben utoljára látogatott haza Magyarországra, a baracsi Szitányi-birtokra. Ezután – akárcsak apja – agyvérzést kapott, többször is, és az utolsóból már nem épült föl. 1916. december 5-én hunyt el.

## Jelentősége
A kortársak elsősorban Wagner-karmesternek tartották, és általában az utókor is osztja ezt a véleményt. Kétségtelen tény Richter vonzódása a Wagner-művekhez, az igazság azonban ennél sokkal árnyaltabb: sorra mutatta be, illetve vezényelte a korabeli kortárs zene értékeit. Pesti működéséhez tartozik például Liszt Ferenc Krisztus-oratóriumának 1873-as magyarországi bemutatója a Liszt-jubileum alkalmából. Jó barátja volt Johannes Brahms, akinek három műve ősbemutatóját is vállalta: a II. és a III. szimfóniát (1877, 1883), valamint a Tragikus nyitányt (1880). Ő vezényelt 1879-ben Csajkovszkij Hegedűversenyének bécsi ősbemutatóján (Adolf Brodszkij játszotta a hegedű szólót). Anton Brucknernek is több jelentős alkotását bemutatta a Bécsi Filharmonikusok élén: a IV. és a VI. szimfónia ősbemutatója (1881, 1892), az I. és a III. szimfónia átdolgozott, úgynevezett bécsi verziójának premierje (1890, 1891), valamint a Te Deum (1886) fűződik nevéhez. Ő vezette be Bécsbe Antonín Dvořákot, akinek ennek révén indult nemzetközi elismertsége. Négy szimfóniáját, hegedűversenyét, gordonkaversenyét és több nyitányát, összesen tizenöt művét mutatta be Bécsben. Smetana, Fibich, Sibelius és Richard Strauss számos darabját is bemutatta. Dohnányi Ernőnek több művét vezényelte Budapesten, Bécsben, Londonban (1897–1902). Bartók Béla fiatalkori Kossuth-szimfóniáját (1904) egy hónappal a hazai ősbemutató után mutatta be Manchesterben. Érdekes tény, hogy repertoárjából hiányoztak Debussy és Ravel, az új francia zene megteremtőinek művei (Debussy ennek ellenére dicsérte kritikáiban).
Londonban ő fedezte fel és indította el Edward Elgar karrierjét, ő mutatta be az Enigma-variációkat, a Gerontius álma (1900) című oratóriumot és más műveket, a hálás szerző neki ajánlotta I. szimfóniáját (1908). Ugyancsak ő fedezte fel Eugen d’Albert-t, akit az ő ajánlására fogadott tanítványává Liszt Ferenc. Neves és később híressé vált szólisták sorával dolgozott együtt: Liszt Ferenc, Anton Rubinstein, Ferruccio Busoni, Wilhelm Backhaus, Flesch Károly, Fritz Kreisler, Hubay Jenő, Eugène Ysaÿe, Pablo Casals, Dohnányi Ernő, Eugen d’Albert. 1904-ben korábbi alkalmi, de többé-kevésbé állandó tagokból álló Richter-koncertes zenekarából megalakította a Londoni Szimfonikus Zenekart.
Richternek hatalmas memóriája volt, már a próbákon is szinte mindent kotta nélkül vezényelt. Ehhez járult még elképesztő hangszerismerete: majdnem minden hangszeren kiválóan játszott. Karmesteri interpretációjára a romantikus szárnyalás, a hatalmas fokozások, a szenvedélyes pátosz volt a jellemző. Karmesteri technikája, magával ragadó kifejezőereje révén került a legnagyobb karmesterek, és általában korának kiemelkedő zenei egyéniségei közé.